# Mongólia az 1980. évi nyári olimpiai játékokon
Mongólia a szovjetunióbeli Moszkvában megrendezett 1980. évi nyári olimpiai játékok egyik részt vevő nemzete volt. Az országot az olimpián 8 sportágban 43 sportoló képviselte, akik összesen 4 érmet szereztek.

## Érmesek
| Érem  | Versenyző                | Sportág   | Versenyszám        |
| ----- | ------------------------ | --------- | ------------------ |
| Ezüst | Jamtsyn Davaajav         | Birkózás  | Szabadfogás, 74 kg |
| Ezüst | Tsendiin Damdin          | Cselgáncs | Férfi harmatsúly   |
| Bronz | Dugarsürengiin Oyuunbold | Birkózás  | Szabadfogás, 57 kg |
| Bronz | Ravdangiin Davaadalai    | Cselgáncs | Férfi könnyűsúly   |

## Birkózás
Kötöttfogású
| Versenyző            | Versenyszám | 1. forduló                              | 2. forduló                              | 3. forduló                       | 4. forduló        | 5. forduló                         | Döntő             | Helyezés    |
| Versenyző            | Versenyszám | Ellenfél Eredmény                       | Ellenfél Eredmény                       | Ellenfél Eredmény                | Ellenfél Eredmény | Ellenfél Eredmény                  | Ellenfél Eredmény | Helyezés    |
| -------------------- | ----------- | --------------------------------------- | --------------------------------------- | -------------------------------- | ----------------- | ---------------------------------- | ----------------- | ----------- |
| Buyandelgeriin Bold  | 68 kg       | Mohammed Moustafa Mahmoud (IRQ) · 18–15 | Sakhidad Hamidi (AFG) · kizárták        | Andrzej Supron (POL) · kétvállas | erőnyerő          | Lars-Erik Skiöld (SWE) · kétvállas | kiesett           | 5.          |
| Aduuchiin Baatarkhüü | 82 kg       | Pavel Pavlov (BUL) · kétvállas          | Fernando San Isidro (ESP) · passzivitás | kiesett                          | kiesett           |                                    | kiesett           | helyezetlen |
| Jamtsyn Bor          | 90 kg       | Czesław Kwieciński (POL) · 3–11         | Franz Pitschmann (AUT) · kétvállas      | kiesett                          | kiesett           |                                    | kiesett           | helyezetlen |

Szabadfogású
| Versenyző                 | Versenyszám | 1. forduló                                     | 2. forduló                            | 3. forduló                               | 4. forduló                            | 5. forduló                             | 6. forduló              | Döntő                                                                                                   | Helyezés    |
| Versenyző                 | Versenyszám | Ellenfél Eredmény                              | Ellenfél Eredmény                     | Ellenfél Eredmény                        | Ellenfél Eredmény                     | Ellenfél Eredmény                      | Ellenfél Eredmény       | Ellenfél Eredmény                                                                                       | Helyezés    |
| ------------------------- | ----------- | ---------------------------------------------- | ------------------------------------- | ---------------------------------------- | ------------------------------------- | -------------------------------------- | ----------------------- | --- | ----------- |
| Gombyn Khishigbaatar      | 48 kg       | Csang Szehong (Jang Se-hong) (PRK) · kétvállas | Claudio Pollio (ITA) · 10–17          | kiesett                                  | kiesett                               | kiesett                                |                         | kiesett                                                                                                 | helyezetlen |
| Nanzadyn Büregdaa         | 52 kg       | Ahmad Dahrouj (SYR) · 26–5                     | Anatolij Beloglazov (URS) · 4–8       | Hartmut Reich (GDR) · 12–5               | Szabó Lajos (HUN) · 9–12              | kiesett                                | kiesett                 | kiesett                                                                                                 | 6.          |
| Dugarsürengiin Oyuunbold  | 57 kg       | Aurel Neagu (ROU) · 10–10                      | Carlos Hurtado (PER) · kétvállas      | Juan Rodríguez (CUB) · feladta (sérülés) | Karim Salman Muhsin (IRQ) · kétvállas | Ivan Cocsev (BUL) · 9–6                |                         | 1. mérkőzés · Ri Hophjong (Li Ho-Pyong) (PRK) · 7–7 · 2. mérkőzés · Szergej Beloglazov (URS) · kizárták |             |
| Ölziibayaryn Nasanjargal  | 62 kg       | Adnan Kudmani (SYR) · kizárták                 | Augustine Atasie (NGR) · 16–1         | Magomedgaszan Abusev (URS) · 4–8         | Aurel Şuteu (ROU) · 5–10              | kiesett                                |                         | kiesett                                                                                                 | 6.          |
| Zevegiin Oidov            | 68 kg       | Jagmander Singh (IND) · 9–2                    | Kocsis János (HUN) · 7–4              | Pekka Rauhala (FIN) · 12–13              | kiesett                               | kiesett                                |                         | kiesett                                                                                                 | helyezetlen |
| Jamtsyn Davaajav          | 74 kg       | Isaie Tonye (CMR) · kétvállas                  | Ibrahim Khalil Juma (IRQ) · kétvállas | Marin Pîrcălabu (ROU) · 9–4              | Riccardo Niccolini (ITA) · 20–2       | Pavel Pinyigin (URS) · passzivitás     | Dan Karabin (TCH) · 6–5 | Hozott eredmény · Pavel Pinyigin (URS) · passzivitás 1. mérkőzés · Valentin Rajcsev (BUL) · 5–6         |             |
| Zevegiin Düvchin          | 82 kg       | Vasile Ţigănaş (ROU) · kétvállas               | Armin Weier (GDR) · 14–11             | Magomedhan Aracilov (URS) · kizárták     | Kovács István (HUN) · 4–6             | kiesett                                |                         | kiesett                                                                                                 | 6.          |
| Dashdorjiin Tserentogtokh | 90 kg       | Ibrahim Shudzandin (AFG) · kizárták            | Safaa Ali Nema (IRQ) · 13–4           | Uwe Neupert (GDR) · kétvállas            | Mick Pikos (AUS) · kétvállas          | Szanaszar Oganeszjan (URS) · kétvállas |                         | kiesett                                                                                                 | 5.          |
| Khorloogiin Bayanmönkh    | 100 kg      | Bárbaro Morgan (CUB) · kétvállas               | Santiago Morales (ESP) · kétvállas    | Vasile Puşcaşu (ROU) · kétvállas         | kiesett                               | kiesett                                |                         | kiesett                                                                                                 | 8.          |
| Odnoin Bakhyt             | +100 kg     | Mamadou Sakho (SEN) · 1–10                     | Szoszlan Angyijev (URS) · kétvállas   | kiesett                                  | kiesett                               |                                        |                         | kiesett                                                                                                 | helyezetlen |

## Cselgáncs
| Versenyző               | Versenyszám  | Csoport | 32-es főtábla                  | Nyolcaddöntő                 | Negyeddöntő                 | Elődöntő                    | Vigaszág negyeddöntő | Vigaszág elődöntő | Bronz- mérkőzés           | Döntő                         | Helyezés |
| Versenyző               | Versenyszám  | Csoport | Ellenfél Eredmény              | Ellenfél Eredmény            | Ellenfél Eredmény           | Ellenfél Eredmény           | Ellenfél Eredmény    | Ellenfél Eredmény | Ellenfél Eredmény         | Ellenfél Eredmény             | Helyezés |
| ----------------------- | ------------ | ------- | ------------------------------ | ---------------------------- | --------------------------- | --------------------------- | -------------------- | ----------------- | ------------------------- | ----------------------------- | -------- |
| Yanjmaagiin Dorj        | Légsúly      | B       | erőnyerő                       | Reinhardt Arndt (GDR) · GY   | Arambij Jemizs (URS) · V    | kiesett                     |                      |                   |                           |                               | 11.      |
| Tsendiin Damdin         | Harmatsúly   | B       | Fransie Fyfer (ZIM) · GY       | Yves Delvingt (FRA) · GY     | Wolfgang Biedron (SWE) · GY | Janusz Pawłowski (POL) · GY |                      |                   |                           | Nyikolaj Szoloduhin (URS) · V |          |
| Ravdangiin Davaadalai   | Könnyűsúly   | B       | Abdoulaye Diallo (GUI) · GY    | Tamaz Namgalauri (URS) · GY  | Ricardo Tuero (CUB) · GY    | Ezio Gamba (ITA) · V        |                      |                   | Christian Dyot (FRA) · GY |                               |          |
| Dovdongiin Dashjamts    | Váltósúly    | A       | erőnyerő                       | Ignacio Sanz (ESP) · V       | kiesett                     | kiesett                     |                      |                   |                           |                               | 12.      |
| Dambajavyn Tsend–Ayuush | Középsúly    | A       | Aleksandrs Jackēvičs (URS) · V | kiesett                      | kiesett                     | kiesett                     |                      |                   |                           |                               | 19.      |
| Dendeviin Amgaa         | Félnehézsúly | A       | erőnyerő                       | Bjarni Friðriksson (ISL) · V | kiesett                     | kiesett                     |                      |                   |                           |                               | 13.      |
| Güsemiin Jalaa          | Nehézsúly    | B       | Radomir Kovačević (YUG) · V    | kiesett                      | kiesett                     | kiesett                     |                      |                   |                           |                               | 16.      |
| Dambajavyn Tsend–Ayuush | Nyílt        | A       | erőnyerő                       | Abdoulaye Kote (SEN) · GY    | Dietmar Lorenz (GDR) · V    |                             |                      |                   | Arthur Mapp (GBR) · V     |                               | 5.       |

## Íjászat
| Versenyző                  | Versenyszám  | 1. forduló | 1. forduló | 2. forduló | 2. forduló | Összesítés | Összesítés |
| Versenyző                  | Versenyszám  | Pont       | Hely.      | Pont       | Hely.      | Pont       | Helyezés   |
| -------------------------- | ------------ | ---------- | ---------- | ---------- | ---------- | ---------- | ---------- |
| Nyamtserengiin Byambasüren | Férfi egyéni | 1178       | 20.        | 1183       | 17.        | 2361       | 19.        |
| Tserendorjiin Dagvadorj    | Férfi egyéni | 1171       | 22.        | 1147       | 23.        | 2318       | 23.        |
| Shagdaryn Byambasüren      | Női egyéni   | 1108       | 20.        | 1108       | 21.        | 2216       | 23.        |
| Tsedendorjiin Bazarsüren   | Női egyéni   | 1053       | 28.        | 1059       | 28.        | 2112       | 29.        |

## Kerékpározás

### Országúti kerékpározás
Férfi
| Versenyző                                                                                            | Versenyszám     | Idő                | Helyezés      |
| --- | --------------- | ------------------ | ------------- |
| Luvsandagvyn Jargalsaikhan                                                                           | Mezőnyverseny   | nem ért célba      | nem ért célba |
| Batsükhiin Khayankhyarvaa                                                                            | Mezőnyverseny   | nem ért célba      | nem ért célba |
| Dorjpalamyn Tsolmon                                                                                  | Mezőnyverseny   | nem ért célba      | nem ért célba |
| Dashjamtsyn Tömörbaatar                                                                              | Mezőnyverseny   | nem ért célba      | nem ért célba |
| Luvsandagvyn Jargalsaikhan Batsükhiin Khayankhyarvaa Damdinsürengiin Orgodol Dashjamtsyn Tömörbaatar | Csapat időfutam | 2:15:04,5 (+13:43) | 19.           |

## Ökölvívás
| Versenyző              | Versenyszám  | Selejtező                         | 32-es főtábla               | Nyolcaddöntő               | Negyeddöntő               | Elődöntő          | Döntő             | Helyezés |
| Versenyző              | Versenyszám  | Ellenfél Eredmény                 | Ellenfél Eredmény           | Ellenfél Eredmény          | Ellenfél Eredmény         | Ellenfél Eredmény | Ellenfél Eredmény | Helyezés |
| ---------------------- | ------------ | --------------------------------- | --------------------------- | -------------------------- | ------------------------- | ----------------- | ----------------- | -------- |
| Vanduin Bayasgalan     | Papírsúly    |                                   | Gilberto Sosa (MEX) · 1:4   | kiesett                    | kiesett                   | kiesett           | kiesett           | 17.      |
| Nyamyn Narantuyaa      | Légsúly      |                                   | Armando Guevara (VEN) · 0:5 | kiesett                    | kiesett                   | kiesett           | kiesett           | 17.      |
| Tsedengiin Narmandakh  | Harmatsúly   | erőnyerő                          | Joseph Ahanda (CMR) · RSC   | kiesett                    | kiesett                   | kiesett           | kiesett           | 17.      |
| Ravsalyn Otgonbayar    | Pehelysúly   | Ali Abdul Zhawa Jawad (IRQ) · 4:1 | Carlos González (MEX) · 2:3 | kiesett                    | kiesett                   | kiesett           | kiesett           | 17.      |
| Galsandorjiin Batbileg | Könnyűsúly   |                                   | Alberto Coelho (ANG) · 5:0  | Jesper Garnell (DEN) · 4:1 | Angel Herrera (CUB) · 0:5 | kiesett           | kiesett           | 5.       |
| Khastyn Jamgan         | Kisváltósúly |                                   | erőnyerő                    | William Lyimo (TAN) · 0:5  | kiesett                   | kiesett           | kiesett           | 9.       |
| Tömöriin Battör        | Váltósúly    |                                   | Peter Talanti (ZAM) · 0:5   | kiesett                    | kiesett                   | kiesett           | kiesett           | 17.      |

## Sportlövészet
Nyílt
| Versenyző                  | Versenyszám           | Pont | Helyezés |
| -------------------------- | --------------------- | ---- | -------- |
| Sangidorjiin Adilbish      | Sportpuska, fekvő     | 590  | 38.      |
| Sangidorjiin Adilbish      | Sportpuska, összetett | 1135 | 27.      |
| Mendbayaryn Jantsankhorloo | Sportpuska, összetett | 1104 | 32.      |
| Mendbayaryn Jantsankhorloo | Sportpuska, fekvő     | 583  | 48.      |

## Súlyemelés
| Versenyző                 | Versenyszám | Szakítás | Szakítás | Lökés                    | Lökés                    | Összesen | Helyezés |
| Versenyző                 | Versenyszám | Eredmény | Helyezés | Eredmény                 | Helyezés                 | Összesen | Helyezés |
| ------------------------- | ----------- | -------- | -------- | ------------------------ | ------------------------ | -------- | -------- |
| Adyaagiin Jügdernamjil    | 52 kg       | 97,5     | 8.       | 117,5                    | 9.                       | 215,0    | 8.       |
| Dorjiin Enkhbaatar        | 52 kg       | 90,0     | 11.      | érvényes kísérlet nélkül | érvényes kísérlet nélkül | kiesett  | kiesett  |
| Damdinsürengiin Boldbayar | 75 kg       | 127,5    | 13.      | 155,0                    | 13.                      | 282,5    | 13.      |

## Torna
Női
| Versenyző                 | Versenyszám      | Selejtező | Selejtező | Döntő    | Döntő    |
| Versenyző                 | Versenyszám      | Pontszám  | Helyezés  | Pontszám | Helyezés |
| ------------------------- | ---------------- | --------- | --------- | -------- | -------- |
| Davaasürengiin Oyuuntuyaa | Talaj            | 17,25     | 59.       | kiesett  | kiesett  |
| Davaasürengiin Oyuuntuyaa | Ugrás            | 17,80     | 54.       | kiesett  | kiesett  |
| Davaasürengiin Oyuuntuyaa | Felemás korlát   | 17,75     | 55.       | kiesett  | kiesett  |
| Davaasürengiin Oyuuntuyaa | Gerenda          | 18,00     | 49.       | kiesett  | kiesett  |
| Davaasürengiin Oyuuntuyaa | Egyéni összetett | 70,80     | 55.       | 71,050   | 26.      |
| Dashzevgiin Ariunaa       | Talaj            | 17,55     | 55.       | kiesett  | kiesett  |
| Dashzevgiin Ariunaa       | Ugrás            | 16,95     | 61.       | kiesett  | kiesett  |
| Dashzevgiin Ariunaa       | Felemás korlát   | 17,65     | 58.       | kiesett  | kiesett  |
| Dashzevgiin Ariunaa       | Gerenda          | 17,25     | 60.       | kiesett  | kiesett  |
| Dashzevgiin Ariunaa       | Egyéni összetett | 69,40     | 60.       | 68,550   | 35.      |